# Primera B de Chile 2012
El Campeonato Nacional de Primera División B del Fútbol Profesional Chileno 2012 fue la LXII temporada del torneo de la segunda categoría del fútbol profesional de Chile. 
En esta versión 2012, se sumaron los equipos de Santiago Morning, que regresó a la Primera B tras 4 temporadas en la Primera División, y haber sido semifinalista del Torneo de Clausura 2009; Ñublense, que también regresó a la Primera B tras 5 temporadas en la Primera División y haber participado en la Copa Sudamericana 2008 y la escuadra de Barnechea, que ascendió desde la Tercera A 2011 siendo campeón de esa categoría y que jugará por primera vez en su historia en esta categoría, que se unirán a los 11 restantes equipos participantes de la temporada anterior, para conformar un total de catorce escuadras que participarán en el torneo.
El torneo comenzó en el mes de febrero y terminó en el mes de noviembre, teniendo como formato el mismo de la temporada 2011, donde el campeón anual (San Marcos de Arica) ascendió a la Primera División para la temporada 2013, los campeones del Apertura y Clausura (en caso de que uno de estos campeones suba directamente, será reemplazado por el equipo que lo sigue en la tabla anual), disputaron la final por el subcampeonato y el 2º ascenso a la Primera División y las únicas modificaciones con respecto a la temporada anterior son: el equipo que termine en el último lugar de la tabla anual, descenderá automáticamente a la Segunda División Profesional.
En la Liguilla de Promoción participaron el equipo que terminó en el 2º lugar de la tabla anual y el equipo que pierda la final por el subcampeonato y el 2º ascenso a la Primera División, los cuales enfrentaron a los equipos que terminen, en el 15º y 16º lugar de la Tabla Acumulada de la Primera División 2012.

## Aspectos generales

### Modalidad
Para el torneo de Primera B 2012, el sistema de campeonato de esta categoría, será igual a la de los años 2008 y 2011. Cada torneo tendrá 20 fechas, sumando un total de 40 fechas en el año. Los torneos serán así:
- Torneo Apertura Primera B 2012: Se jugará a partir del 4 de febrero y finalizará en el mes de julio. Se dividirá en dos fases, una Zonal y otra Nacional. Contemplará una primera fase (Zonal), en que los 14 equipos se dividirán en dos zonas (Norte y Sur), enfrentándose todos contra todos en una rueda de 7 fechas; además de una segunda fase (Nacional), que reunirá a los 14 equipos, también jugando todos contra todos en una única rueda de 13 fechas.
- Torneo Clausura Primera B 2012: Se jugará a partir del mes de julio y finalizará en el mes de noviembre, con idéntico sistema al anterior.

El equipo que obtenga la mayor cantidad de puntos en la Tabla General, que contempla la suma de los puntajes de ambos torneos, se titulará campeón del torneo y ascenderá automáticamente a la Primera División para la temporada 2013. Los ganadores de cada torneo jugarán 2 partidos de definición, para determinar el segundo equipo que ascienda (en caso de que uno de los 2 campeones ascienda, será reemplazado por el equipo que hubiera obtenido, el segundo lugar ya sea en el campeonato de Apertura y/o de Clausura según corresponda.) Los 2 cupos a la Liguilla de Promoción, saldrán entre el perdedor del partido de definición por el segundo ascenso y el 2º equipo mejor ubicado en la Tabla General, sin poder considerar a los 2 equipos que ascenderán a la división de honor, y jugarán contra 2 equipos de la Primera División en partidos de ida y vuelta, para saber si suben o mantienen la categoría. Además el equipo que termine en el último lugar de la Tabla General (sumando los puntajes de ambos torneos), será el primer equipo que descienda a la Segunda División Profesional, desde que se creó esa nueva categoría y será reemplazado en la temporada 2013, por el primer equipo campeón de esa nueva categoría, que será un equipo que no es filial.

### Zonas
La división de equipos se realizará usando criterios geográficos, determinados por la ANFP. 
| Zona Norte                                                                                              | Zona Sur |
| - San Marcos de Arica - Coquimbo Unido - San Luis - Everton - Magallanes - Barnechea - Santiago Morning | - Curicó Unido - Deportes Concepción - Naval - Ñublense - Lota Schwager - Unión Temuco - Deportes Puerto Montt |
| --- | --- |

### Ascensos y descensos
| Pos | a Primera División 2012                           |
| --- | ------------------------------------------------- |
| 1º  | Deportes Antofagasta                              |
| 5º  | Rangers (ganador definición por el subcampeonato) |

| Pos | a Primera B 2012 |
| --- | ---------------- |
| 17º | Santiago Morning |
| 18º | Ñublense         |

| Pos | a Primera B 2012            |
| --- | --------------------------- |
| 1º  | Barnechea (Playoff ascenso) |

| Pos | a Segunda División 2012 |
| --- | ----------------------- |
| 14º | Deportes Copiapó        |

Nota 1: La clasificación que se señala es la obtenida en las tablas acumuladas de cada torneo en cuestión.
Nota 2: Aunque Deportes Copiapó descendió a Tercera A, fue admitido para militar este año en la nueva Segunda División profesional.

### Equipos participantes Torneo 2012
| Equipo | Equipo                | Entrenador           | Entrenador            | Ciudad       | Estadio                                 | Capacidad | Marca     | Patrocinador |
| ------ | --------------------- | -------------------- | --------------------- | ------------ | --------------------------------------- | --------- | --------- | ------------ |
|        | Barnechea             | Bandera de Chile     | Mario Salas           | Santiago     | Municipal de La Pintana                 | 6.000     | Puma      | Entel        |
|        | Coquimbo Unido        | Bandera de Chile     | Luis Musrri           | Coquimbo     | Bicentenario Francisco Sánchez Rumoroso | 18.750    | Lotto     | TPC          |
|        | Curicó Unido          | Bandera de Argentina | Pablo Abraham         | Curicó       | Bicentenario La Granja                  | 8.000     | Dalponte  | Multihogar   |
|        | Deportes Concepción   | Bandera de Argentina | Germán Corengia       | Concepción   | Municipal Ester Roa Rebolledo           | 29.000    | Joma      | Essbío       |
|        | Deportes Puerto Montt | Bandera de Chile     | Gino Valentini        | Puerto Montt | Regional de Chinquihue                  | 5.300     | Evensport | PF           |
|        | Everton               | Bandera de Chile     | Víctor Hugo Castañeda | Viña del Mar | Sausalito                               | 18.037    | O´concept | Viña         |
|        | Lota Schwager         | Bandera de Chile     | Nelson Cossio         | Coronel      | Federico Schwager                       | 5.731     | Training  | Essbío       |
|        | Magallanes            | Bandera de Chile     | Osvaldo Hurtado       | Santiago     | Santiago Bueras de Maipú                | 4.000     | Umbro     | Besalco      |
|        | Naval                 | Bandera de Chile     | Víctor Merello        | Talcahuano   | El Morro                                | 7.142     | Training  | Essbío       |
|        | Ñublense              | Bandera de Chile     | Carlos Rojas          | Chillán      | Bicentenario Nelson Oyarzún Arenas      | 12.000    | Training  | Essbío       |
|        | San Luis              | Bandera de Argentina | Mauricio Giganti      | Quillota     | Bicentenario Lucio Fariña Fernández     | 7.680     | Training  | PF           |
|        | San Marcos de Arica   | Bandera de Chile     | Luis Marcoleta        | Arica        | Bicentenario Carlos Dittborn            | 14.373    | Dalponte  | TPA          |
|        | Santiago Morning      | Bandera de Chile     | Hernán Ibarra         | Santiago     | Municipal de La Pintana                 | 6.000     | Training  | FINASUR      |
|        | Unión Temuco          | Bandera de Argentina | Hernán Lisi           | Temuco       | Bicentenario Germán Becker              | 18.125    | Mitre     | Rosen        |

### Equipos porRegión
| Región             | Equipos                                                  |
| ------------------ | -------------------------------------------------------- |
| Biobío             | - Deportes Concepción - Lota Schwager - Naval - Ñublense |
| Metropolitana      | - Barnechea - Magallanes - Santiago Morning              |
| Valparaíso         | - Everton - San Luis                                     |
| Arica y Parinacota | - San Marcos de Arica                                    |
| Coquimbo           | - Coquimbo Unido                                         |
| Maule              | - Curicó Unido                                           |
| Araucanía          | - Unión Temuco                                           |
| Los Lagos          | - Deportes Puerto Montt                                  |

|
| Barnechea Magallanes Santiago Morning |

|}

|}

## Tabla general
La Tabla General (será la sumatoria de las tablas de las 2 fases del Apertura y Clausura), se utilizó para determinar a San Marcos de Arica, como el campeón de la temporada y de paso, ascendió automáticamente a la Primera División para la próxima temporada 2013, a Barnechea y Ñublense que tendrán que jugar, la final por el subcampeonato y el segundo ascenso a la Primera División para la temporada 2013, a Everton que disputará la Liguilla de Promoción, contra un equipo de Primera División por definir y a Deportes Puerto Montt que descendió automáticamente a la Segunda División Profesional, para la próxima temporada 2013 y será reemplazado por el campeón de la Fase Final de dicha categoría, que fue Deportes Copiapó
- Fecha de actualización: 4 de noviembre

|  |     | Clubes                | Pts | PJ | G  | E  | P  | GF | GC | Dif |
|  | --- | --------------------- | --- | -- | -- | -- | -- | -- | -- | --- |
|  | 1º  | San Marcos de Arica   | 71  | 38 | 20 | 11 | 7  | 64 | 42 | +22 |
|  | 2º  | Barnechea             | 66  | 38 | 19 | 9  | 10 | 61 | 49 | +12 |
|  | 3º  | Ñublense              | 61  | 38 | 16 | 13 | 9  | 66 | 56 | +10 |
|  | 4º  | Everton               | 57  | 38 | 16 | 9  | 13 | 62 | 48 | +14 |
|  | 5º  | Deportes Concepción   | 56  | 38 | 15 | 11 | 11 | 51 | 41 | +10 |
|  | 6º  | San Luis de Quillota  | 52  | 38 | 14 | 10 | 14 | 53 | 58 | -5  |
|  | 7º  | Naval                 | 51  | 38 | 13 | 12 | 13 | 51 | 48 | +3  |
|  | 8º  | Coquimbo Unido        | 50  | 38 | 14 | 8  | 16 | 55 | 50 | +5  |
|  | 9º  | Unión Temuco          | 49  | 38 | 12 | 13 | 13 | 39 | 48 | -9  |
|  | 10º | Santiago Morning      | 45  | 38 | 12 | 9  | 17 | 52 | 58 | -6  |
|  | 11º | Magallanes            | 45  | 38 | 11 | 12 | 15 | 26 | 39 | -13 |
|  | 12º | Curicó Unido          | 41  | 38 | 10 | 11 | 17 | 40 | 52 | -12 |
|  | 13º | Lota Schwager         | 41  | 38 | 10 | 11 | 17 | 40 | 52 | -12 |
|  | 14º | Deportes Puerto Montt | 39  | 38 | 10 | 9  | 19 | 37 | 55 | -18 |

Pts = Puntos; PJ = Partidos Jugados; G = Partidos Ganados; E = Partidos Empatados; P = Partidos Perdidos; GF = Goles Anotados; GC = Goles Recibidos; Dif = Diferencia de gol; (*) = Partido Pendiente 
| Chile                                                     |
| San Marcos de Arica 2º Título Asciende a Primera División |

Ñublense como Subcampeón y Everton por la Liguilla de Promoción, También ascienden a Primera División.